# Robert Drake
Robert „Bob“ Lloyd Drake Sr. (* 2. April 1910 in Cincinnati (Ohio); † 28. Juli 1975) war ein amerikanischer Unternehmer. Er gründete die R. L. Drake Company, einen Hersteller für Amateurfunkgeräte, und war selbst Funkamateur mit dem Rufzeichen W8CYE.

## Leben
Bob, wie er unter Verwendung der in Nordamerika üblichen Kurzform von Robert zumeist genannt wurde, kam als ältestes von vier Kindern in der Handels- und Fabrikstadt Cincinnati zur Welt. Er besuchte die University of Cincinnati, die zu der Zeit noch ein City College war, und schloss sein Studium dort in den frühen 1930er-Jahren als Ingenieur ab. Seine erste Anstellung fand er als Entwicklungsingenieur bei der Dayton Radio Company (Dayrad), einem damals renommierten Hersteller unter anderem von Röhrenprüfgeräten, knapp 80 km nördlich seiner Heimatstadt in Dayton gelegen. Später wechselte er weiter in den Norden von Ohio nach Elyria zur Bendix Corporation (seit 2002 von Knorr-Bremse übernommen) und arbeitete in der Luftfahrtabteilung. Von dort wurde er von Bill Lear abgeworben, dem Gründer des nach ihm benannten Flugzeugbauers Lear Aviation, Herstellers des Learjets.
Schließlich, im Jahr 1943, verließ er seine sichere Anstellung bei Learavia und gründete im Alter von 33 Jahren in Dayton seine eigene Firma, die R. L. Drake Company. Diese entwickelte sich unter seiner Leitung und später der seines Sohnes, Peter Drake, in der zweiten Hälfte des 20. Jahrhunderts zu einem der weltweit führenden Herstellern für den Amateurfunkmarkt. Bekannt war und ist der Name Drake bis heute vor allem aufgrund der Kurzwellen-Empfangsgeräte sowie der Transceiver (Sendeempfänger) für HF, VHF und UHF.
Bob Drake hatte vier Kinder. Er starb im Jahr 1975 und wurde auf dem Evergreen Cemetery in Ohio bestattet.

## Ehrungen
Im Jahr 2001 wurde von der amerikanischen Fachzeitschrift CQ Amateur Radio die CQ Amateur Radio Hall of Fame gegründet, eine Ehrenrolle, in die jedes Jahr Persönlichkeiten aufgenommen werden, die sich in besonderer Weise um den Amateurfunk verdient gemacht haben. Der Name Robert L. Drake, W8CYE, wurde im Jahr 2002 postum in diese Ehrenliste aufgenommen.